# Oreomystis mana
Oreomystis mana là một loài chim trong họ Fringillidae.